# Bessia Motorsport
Bessia Motorsport war ein argentinischer Hersteller von Automobilen.

## Unternehmensgeschichte
Der Rennfahrer Osvaldo Bessia gründete 1992 das Unternehmen in Buenos Aires. Er begann mit der Produktion von Automobilen. Der Markenname lautete Biscayne. 2012 endete die Produktion.

## Fahrzeuge
Das erste Modell war der Roadster. Dies war die Nachbildung des AC Cobra. Die offene zweisitzige Karosserie bestand aus Fiberglas. Zunächst trieb ein V8-Motor von Ford mit 285 PS Leistung die Fahrzeuge an. 2006 standen V8-Motoren mit 5000 cm³ Hubraum und 300 PS sowie mit 5700 cm³ Hubraum und 430 PS Leistung zur Verfügung.
2000 ergänzte der GT das Sortiment. Dies war die Nachbildung des Ford GT 40. Für 2006 sind V8-Motoren von Ford mit 5000 cm³ Hubraum und 365 PS sowie mit 5700 cm³ Hubraum und 465 PS überliefert.
Eine Quelle gibt andere Daten an. Demnach gab es die Nachbildung des AC Cobra zunächst in der Ausführung Sierra von 1991 bis 1993 mit einem Vierzylindermotor mit 1597 cm³ Hubraum und 75 PS sowie mit einem Sechszylindermotor mit 2299 cm³ Hubraum und 90 PS, beide vom Ford Sierra. 1993 folgten dann die Versionen Falcon mit einem Sechszylinder-Reihenmotor mit 3620 cm³ Hubraum und 122 PS sowie V8 mit einem V8-Motor mit 5000 cm³ Hubraum und 285 PS. Für die Nachbildung des Ford GT 40 ist die Modellbezeichnung GT 40 und das Einführungsjahr 2003 genannt. Ein V8-Motor mit 5749 cm³ Hubraum und 420 PS ist überliefert.

## Produktionszahlen
Von 2000 bis 2003 entstanden jährlich zehn Fahrzeuge. Das Unternehmen gibt für das erste Modell eine Stückzahl von 91 über die gesamte Produktionsdauer an.